# Динамовская улица (Иваново)
Дина́мовская у́лица — улица города Иванова. Располагается в Октябрьском районе. Начинается у стадиона «Текстильщик» и идёт от улицы Ермака и Стадионной площади.

## Происхождение названия
Была образована в 1945 году. Своё имя получила от расположенного рядом стадиона «Динамо», который в сейчас называется «Текстильщик». В левой стороне от улицы расположен парк имени В. Я. Степанова.

## Архитектура
На улице расположен большой 9-этажный дом с выходом на стадион и несколько двухэтажных жилых домов. Также на неё выходит оптово-розничная ярмарка «Текстильщик».

## Транспорт
На улице нет линий общественного транспорта.